# زاك جاليجان
زاك جاليجان (بالإنجليزية: Zach Galligan)‏ مواليد 14 فبراير 1964 في نيويورك، الولايات المتحدة، هو ممثل أمريكي بدأ مسيرته الفنية سنة 1982.

## الأعمال

### أفلام
- جريملينز (1984)
- وسيط روحاني (1991) (بدور: باتريك كوستيلو)

### مسلسلات
- ملروس بليس (1992)
- المحيط الهادي الأزرق (1996) (بدور: رون جيفريز)
- ستار تريك: فوياجر (1998)
- الشبكة (1998)
- الجنة السابعة (2001)
- القانون والنظام: النية الإجرامية (2003)

## روابط خارجية
- زاك جاليجان على موقع IMDb (الإنجليزية)
- زاك جاليجان على موقع ألو سيني (الفرنسية)
- زاك جاليجان على موقع أول موفي (الإنجليزية)
- زاك جاليجان على موقع قاعدة بيانات برودواي على الإنترنت (الإنجليزية)
- زاك جاليجان على موقع قاعدة بيانات الأفلام السويدية (السويدية)
- زاك جاليجان على موقع إن إن دي بي (الإنجليزية)
- زاك جاليجان على موقع قاعدة بيانات الفيلم (الإنجليزية)
- زاك جاليجان على موقع كينوبويسك (الروسية)